# Graham Norton
Graham Norton, nato Graham William Walker (Clondalkin, 4 aprile 1963), è un conduttore televisivo e comico irlandese con cittadinanza britannica.
Nel corso della sua carriera ha vinto diversi BAFTA Television Award per i suoi programmi televisivi. Attualmente occupa la prestigiosa fascia oraria del venerdì sera sulla rete ammiraglia di BBC e BBC One, con il The Graham Norton Show. A partire al 2010 è attivo anche in ambito radiofonico. Dal 2009 riveste il ruolo di commentatore dell'Eurovision Song Contest per la BBC.

## Biografia

### Formazione
Figlio di William "Billy" e di Rhoda Walker, ha una sorella maggiore, Paula (nata nel 1959). A causa del lavoro del padre, rappresentante commerciale della Guinness, si è trasferito più volte con la famiglia: è vissuto a Tramore, quindi a Waterford e a Kilkenny prima di stabilirsi definitivamente a Bandon. Membro della Chiesa d'Irlanda, ha dichiarato di essersi sentito isolato in un Paese dove la maggioranza della popolazione è cattolica.
Dopo aver frequentato la Bandon Grammar School, si è iscritto all'University College Cork per studiare inglese e francese, ma non ha completato gli studi a causa di un esaurimento nervoso. Nel 2013 riceverà la laurea honoris causa dalla stessa istituzione.

### Televisione
Negli anni '90 inizia a lavorare come comico esibendosi in varie stand-up comedy, avendo modo di apparire su varie reti televisive e di diventare presto una presenza stabile sul piccolo schermo in Gran Bretagna. Nel 1998 ottiene il suo primo programma televisivo come conduttore principale, So Graham Norton, che va in onda per 4 anni sul canale televisivo Channel 4. Nel biennio 2002-2003 conduce il programma V Graham Norton sulla medesima rete televisiva e viene inserito nella lista dei "1000 comici britannici più divertenti di sempre" dal The Obsever.
Nel 2004 conduce The Graham Norton Effect su Comedy Central, mentre dal 2005 si trasferisce stabilmente su BBC conducendo due programmi diversi in un anno: la trasmissione comica Graham Norton's Bigger Picture e il talent show di ballo Strictly Dance Fever. A partire dal 2007 conduce The Graham Norton Show: divenuto subito talk show di grande successo, la trasmissione va in onda per i primi due anni su BBC Two, per poi essere trasferita su BBC One. A partire dal 2010 la trasmissione occupa stabilmente la fascia del venerdì sera. Dal 2011 conduce stabilmente un altro programma eponimo, Would You Rather...? with Graham Norton.
A tale attività si affianca, a partire dal 2009, quella di commentatore fisso dell'Eurovision Song Contest per la BBC. In relazione alla kermesse musicale, Norton conduce anche il programma Eurovision Song Contest's Greatest Hits nel 2015 e fa il suo debutto come attore nel film Eurovision Song Contest - La storia dei Fire Saga nel 2020.
Il 22 febbraio 2023 Graham Norton è stata annunciato come uno dei conduttori dell'Eurovision Song Contest di Liverpool: affiancato da Alesha Dixon, Hannah Waddingham e Julija Sanina durante la serata finale dell'evento.

## Vita privata
È dichiaratamente gay fin dagli anni '90. Ha avuto una relazione con la nota drag queen Tina Burner, dichiarando inoltre di aver avuto altre relazioni con persone che hanno tuttavia risentito dell'attenzione pubblica destata dalla sua notorietà.
Nel 1989 ha subito un'aggressione fisica molto grave, in seguito alla quale ha rischiato la morte. Norton ha tuttavia escluso che ci fosse una matrice omofobica nell'attacco.

## Filmografia e programmi televisivi

### Cinema
- 2 Young 4 Me - Un fidanzato per mamma (I Could Never Be Your Woman), regia di Amy Heckerling (2007)
- Eurovision Song Contest - La storia dei Fire Saga (Eurovision Song Contest: The Story of Fire Saga), regia di David Dobkin (2020)

### Televisione
- So Graham Norton (Channel 4, 1998–2002)
- V Graham Norton (Channel 4, 2002–2003)
- The Graham Norton Effect (Comedy Central, 2004–2005)
- Graham Norton's Bigger Picture (BBC One, 2005–2006)
- Strictly Dance Fever (BBC One, 2005–2006)
- BBC/Andrew Lloyd Webber (BBC One, 2006-2010)
- The Graham Norton Show (BBC Two, 2007-2009; BBC One dal 2009)
- British Academy Television Awards (2007)
- Eurovision Dance Contest (2007-2008)
- Eurovision Song Contest (dal 2009)[16]
- Would You Rather...? with Graham Norton (BBC America, dal 2011)
- Eurovision Song Contest's Greatest Hits (BBC One, 2015)
- RuPaul's Drag Race All Stars (Logo TV, 2016) - Giudice ospite
- RuPaul's Drag Race UK (BBC iPlayer, 2019-2021; BBC Three, dal 2022)
- RuPaul's Drag Race: UK vs the World (BBC Three, dal 2022)

### Doppiaggio
- Soul, regia di Pete Docter (2020)

## Premi e riconoscimenti
- 1999: Gaytime TV Award - Gay Entertainer of the Year
- 2000: BAFTA Television Award per il Miglior show d'intrattenimento - So Graham Norton
- 2001: BAFTA Television Award per Miglior show d'intrattenimento - So Graham Norton
- 2001: Royal Television Society Award per il Miglior Presentatore - So Graham Norton
- 2001: TRIC Award TV per la Personalità dell'anno
- 2002: BAFTA Television Award per il Miglior show d'intrattenimento - So Graham Norton
- 2011: BAFTA Television Award per il Miglior show d'intrattenimento - The Graham Norton Show
- 2012: BAFTA Television Award per il Miglior show d'intrattenimento - The Graham Norton Show
- 2013: BAFTA Television Award per il Miglior show d'intrattenimento - The Graham Norton Show
- 2015: BAFTA Television Award per il Miglior show d'intrattenimento - The Graham Norton Show
- 2016: BAFTA Television Award per il Miglior show d'intrattenimento - The Graham Norton Show
- 2018: BAFTA Television Award per il Miglior show d'intrattenimento - The Graham Norton Show
- 2019: BAFTA Television Award per il Miglior show d'intrattenimento - The Graham Norton Show
- 2020: BAFTA Television Award per il Miglior show d'intrattenimento - The Graham Norton Show
- 2021: BAFTA Television Award per il Miglior show d'intrattenimento - The Graham Norton Show